# Mézidon Vallée d'Auge
Mézidon Vallée d'Auge est une commune nouvelle française située dans le département du Calvados en région Normandie, peuplée de 9 678 habitants.

## Géographie

### Hydrographie
La commune est située dans le bassin Seine-Normandie. Elle est drainée par la Dives, la Vie, l'Oudon, le Laizon, la Viette, l'Algot, le ruisseau de Castillon, le ruisseau du Mesnil-Simon, le fossé 02 des Costils, le ruisseau de la Garenne, le fossé 01 de la commune de Mesnil-Mauger, le fossé 01 du Jonquet, le cours d'eau 01 du Mont Hérault, le cours d'eau 01 de la commune de Percy-en-Auge, le fossé 01 de la Hoguette, le fossé 01 de la Belle Epine, un bras de la Dives, le fossé 02 de la Barbotière, le fossé 01 de la Cour Duchesne, un bras de la Vie, le fossé 01 de la commune de Grandchamp-le-Château, le fossé 03 des Perches, le fossé 01 du Champ Cordier, le canal 01 de la commune de Grandchamp-le-Château, le canal 01 de la Dubinière, le fossé 01 des Clostils, le canal 01 des Clostils, des bras de la Vie, le fossé 01 du Cerqueux, le cours d'eau 01 de Chapelle Saint-Marie, le fossé 02 de Chapelle Sainte-Marie, le fossé 03 de Chapelle Sainte-Marie, le canal 01 de la Grotte, le canal 01 du Manoir du Coin, le canal 01 des Parcs Canon, le canal 01 de l'Enclos, le Foulebec, un bras de l'Algot, le fossé 01 du Lieu Fergant, le fossé 04 de la Planche, le fossé 01 de la Cour Gougy, le Douet Lambert, le fossé 01 du Clos Carré et divers autres petits cours d'eau,.
La Dives, d'une longueur de 105 km, prend sa source dans la commune de Gouffern en Auge et se jette  dans la baie de Seine en limite de Cabourg et de Dives-sur-Mer, après avoir traversé 34 communes. Les caractéristiques hydrologiques de la Dives sont données par la station hydrologique située sur la commune. Le débit moyen mensuel est de 3,62 m3/s. Le débit moyen journalier maximum est de 43,3 m3/s, atteint lors de la crue du 6 janvier 2001. Le débit instantané maximal est quant à lui de 45 m3/s, atteint le même jour.
La Vie, d'une longueur de 67 km, prend sa source dans la commune de Ménil-Hubert-en-Exmes et se jette  dans la Dives à Méry-Bissières-en-Auge, après avoir traversé 16 communes. 
L'Oudon, d'une longueur de 26 km, prend sa source dans la commune des Moutiers-en-Auge et se jette  dans la Dives à Saint-Pierre-en-Auge, après avoir traversé trois communes. 
Le Laizon, d'une longueur de 39 km, prend sa source dans la commune de Villers-Canivet et se jette  dans la Dives à Saint-Ouen-du-Mesnil-Oger, après avoir traversé 16 communes. Les caractéristiques hydrologiques de le Laizon sont données par la station hydrologique située sur la commune. Le débit moyen mensuel est de 0,721 m3/s. Le débit moyen journalier maximum est de 4,25 m3/s, atteint lors de la crue du 17 novembre 1974. Le débit instantané maximal est quant à lui de 5,15 m3/s, atteint le 1er novembre 1974.
La Viette, d'une longueur de 21 km, prend sa source dans la commune de Saint-Pierre-en-Auge et se jette  dans la Vie sur la commune, après avoir traversé deux communes. 
L'Algot, d'une longueur de 13 km, prend sa source dans la commune de La Boissière et se jette  dans la Vie à Belle Vie en Auge, après avoir traversé sept communes. 

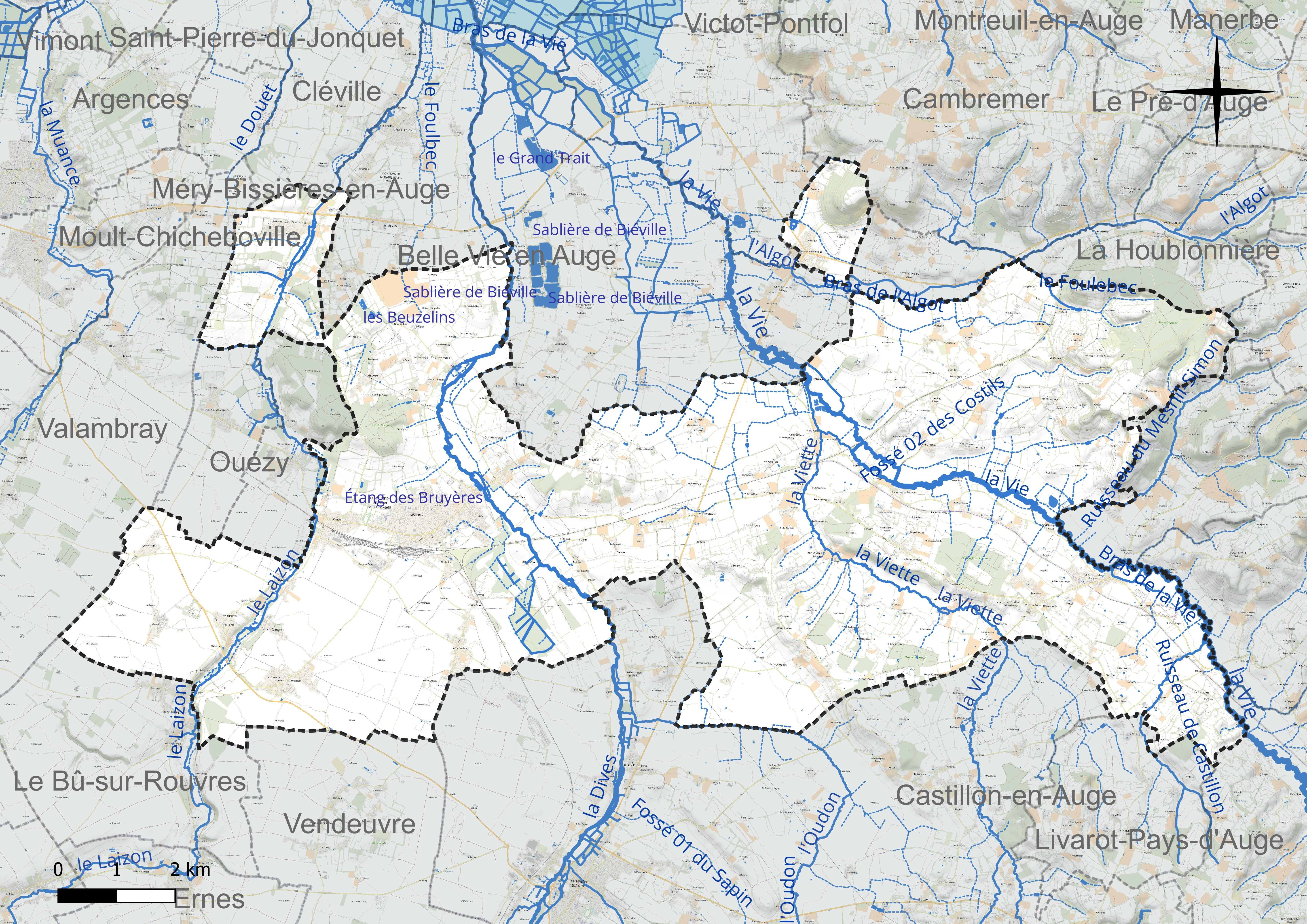
Réseau hydrographique de Mézidon Vallée d'Auge.

Trois plans d'eau complètent le réseau hydrographique : le plan d'eau 1 de la commune de Grandchamp-le-Château (2,4 ha), les Beuzelins (1,3 ha) et l'étang des Bruyères (0,4 ha),.

### Climat
Pour des articles plus généraux, voir Climat de la Normandie et Climat du Calvados.
En 2010, le climat de la commune est de type climat océanique altéré, selon une étude du Centre national de la recherche scientifique s'appuyant sur une série de données couvrant la période 1971-2000. En 2020, Météo-France publie une typologie des climats de la France métropolitaine dans laquelle la commune est exposée à un climat océanique et est dans la région climatique Normandie (Cotentin, Orne), caractérisée par une pluviométrie relativement élevée (850 mm/a) et un été frais (15,5 °C) et venté.
Pour la période 1971-2000, la température annuelle moyenne est de 10,7 °C, avec une amplitude thermique annuelle de 12,2 °C. Le cumul annuel moyen de précipitations est de 673 mm, avec 11,3 jours de précipitations en janvier et 7,5 jours en juillet. Pour la période 1991-2020, la température moyenne annuelle observée sur la station météorologique installée sur la commune est de 11,2 °C et le cumul annuel moyen de précipitations est de 782,5 mm,. Pour l'avenir, les paramètres climatiques de la commune estimés pour 2050 selon différents scénarios d'émission de gaz à effet de serre sont consultables sur un site dédié publié par Météo-France en novembre 2022.
| Mois                                  | jan.           | fév.          | mars        | avril           | mai         | juin        | jui.        | août           | sep.        | oct.          | nov.          | déc.           | année    |
| ------------------------------------- | -------------- | ------------- | ----------- | --------------- | ----------- | ----------- | ----------- | -------------- | ----------- | ------------- | ------------- | -------------- | -------- |
| Température minimale moyenne (°C)     | 2,2            | 2,4           | 3,5         | 4,8             | 7,9         | 10,3        | 12,2        | 12,7           | 9,8         | 7,9           | 4,6           | 2,6            | 6,7      |
| Température moyenne (°C)              | 5,4            | 5,9           | 7,9         | 9,7             | 13          | 16          | 17,8        | 18,5           | 15,1        | 12            | 8,1           | 5,5            | 11,2     |
| Température maximale moyenne (°C)     | 8,5            | 9,4           | 12,4        | 14,6            | 18,1        | 21,7        | 23,3        | 24,4           | 20,4        | 16,2          | 11,6          | 8,5            | 15,8     |
| Record de froid (°C) date du record   | −13 02.01.1997 | −7 28.02.05   | −7 01.03.05 | −4,5 04.04.1996 | 0 18.05.05  | 3 01.06.06  | 5 12.07.00  | 4,5 26.08.1993 | 1 25.09.03  | −7 30.10.1997 | −8 21.11.1998 | −11 29.12.1996 | −13 1997 |
| Record de chaleur (°C) date du record | 15 27.01.03    | 20 15.02.1998 | 23 24.03.03 | 27 30.04.05     | 29 30.05.03 | 36 19.06.05 | 35 14.07.03 | 40 10.08.03    | 33 04.09.05 | 27 13.10.01   | 20 03.11.1994 | 17 07.12.00    | 40 2003  |
| Précipitations (mm)                   | 67             | 55,7          | 55,2        | 57,9            | 64,8        | 57,5        | 53,2        | 63,1           | 63,1        | 82,7          | 77            | 85,3           | 782,5    |

| Diagramme climatique                                  |            |             |             |             |              |              |              |             |             |           |            |
| J                                                     | F          | M           | A           | M           | J            | J            | A            | S           | O           | N         | D          |
| 8,52,267                                              | 9,42,455,7 | 12,43,555,2 | 14,64,857,9 | 18,17,964,8 | 21,710,357,5 | 23,312,253,2 | 24,412,763,1 | 20,49,863,1 | 16,27,982,7 | 11,64,677 | 8,52,685,3 |
| Moyennes : • Temp. maxi et mini °C • Précipitation mm |            |             |             |             |              |              |              |             |             |           |            |

## Urbanisme

### Typologie
Au 1er janvier 2024, Mézidon Vallée d'Auge est catégorisée bourg rural, selon la nouvelle grille communale de densité à 7 niveaux définie par l'Insee en 2022.
Elle appartient à l'unité urbaine de Mézidon Vallée d'Auge, une unité urbaine monocommunale constituant une ville isolée,. Par ailleurs la commune fait partie de l'aire d'attraction de Caen, dont elle est une commune de la couronne,. Cette aire, qui regroupe 296 communes, est catégorisée dans les aires de 200 000 à moins de 700 000 habitants,.

### Voies de communication et transports
La commune est desservie par les TER Normandie à la gare de Mézidon-Canon, ainsi que par les lignes 52, 116, 155, 162 et 255 des Bus Verts du Calvados.

## Toponymie
Le nom de la nouvelle commune ne prend pas de traits d'union.
Le pays d'Auge est une région naturelle et traditionnelle de Normandie.

## Histoire
La commune nouvelle regroupe les communes des Authieux-Papion, de Coupesarte, de Crèvecœur-en-Auge, de Croissanville, de Grandchamp-le-Château, de Lécaude, de Magny-la-Campagne, de Magny-le-Freule, du Mesnil-Mauger, de Mézidon-Canon, de Monteille, de Percy-en-Auge, de Saint-Julien-le-Faucon et de Vieux-Fumé, qui deviennent des communes déléguées, le 1er janvier 2017. Son chef-lieu se situe à Mézidon-Canon.

## Politique et administration

### Liste des maires
| Période      | Période                   | Identité       | Étiquette   | Qualité |
| ------------ | ------------------------- | -------------- | ----------- | --- |
| janvier 2017 | En cours (au 24 mai 2020) | François Aubey | PS puis DVC | Fonctionnaire territorial Ancien sénateur du Calvados (2014 → 2015) Maire délégué de Mézidon-Canon (2017 → 2020) Président de la CA Lisieux Normandie (2017 → ) |

### Communes déléguées
| Nom                    | Code Insee | Intercommunalité       | Superficie (km2) | Population (dernière pop. légale) | Densité (hab./km2) |
| ---------------------- | ---------- | ---------------------- | ---------------- | --------------------------------- | ------------------ |
| Mézidon-Canon (siège)  | 14431      | CC de la Vallée d'Auge | 10,92            | 4 780 (2021)                      | 438                |
| Les Authieux-Papion    | 14031      | CC de la Vallée d'Auge | 4,28             | 62 (2021)                         | 14                 |
| Coupesarte             | 14189      | CC de la Vallée d'Auge | 4,47             | 42 (2021)                         | 9,4                |
| Crèvecœur-en-Auge      | 14201      | CC de la Vallée d'Auge | 2,15             | 474 (2021)                        | 220                |
| Croissanville          | 14208      | CC de la Vallée d'Auge | 4,41             | 528 (2021)                        | 120                |
| Grandchamp-le-Château  | 14313      | CC de la Vallée d'Auge | 3,45             | 83 (2021)                         | 24                 |
| Lécaude                | 14359      | CC de la Vallée d'Auge | 8,14             | 129 (2021)                        | 16                 |
| Magny-la-Campagne      | 14386      | CC de la Vallée d'Auge | 6,26             | 578 (2021)                        | 92                 |
| Magny-le-Freule        | 14387      | CC de la Vallée d'Auge | 6,38             | 335 (2021)                        | 53                 |
| Le Mesnil-Mauger       | 14422      | CC de la Vallée d'Auge | 31,24            | 989 (2021)                        | 32                 |
| Monteille              | 14444      | CC de la Vallée d'Auge | 4,53             | 151 (2021)                        | 33                 |
| Percy-en-Auge          | 14493      | CC de la Vallée d'Auge | 7,04             | 233 (2021)                        | 33                 |
| Saint-Julien-le-Faucon | 14600      | CC de la Vallée d'Auge | 3,22             | 682 (2021)                        | 212                |
| Vieux-Fumé             | 14749      | CC de la Vallée d'Auge | 6,69             | 513 (2021)                        | 77                 |

## Population et société

### Démographie
L'évolution du nombre d'habitants est connue à travers les recensements de la population effectués dans la commune depuis sa création.
En 2022, la commune comptait 9 678 habitants, en évolution de −1,42 % par rapport à 2016 (Calvados : +1,58 %, France hors Mayotte : +2,11 %).
| 2015  | 2016  | 2017  | 2018  | 2022  |
| ----- | ----- | ----- | ----- | ----- |
| 9 922 | 9 817 | 9 712 | 9 607 | 9 678 |

## Culture locale et patrimoine

### Label "villes et villages fleuris"
Candidat au palmarès 2019 du Concours départemental des villes et villages fleuris, Mézidon-Vallée d'Auge n'a pas été retenu mais a reçu un prix d'encouragement le 14 octobre 2019.

### Lieux et monuments
- Église Saint-Ouen de Monteille.
- Église Saint-Pierre du Breuil.
- Abbaye de Sainte-Barbe-en-Auge.
- Église Saint-Étienne du Mesnil-Mauger.
- Église Sainte-Marie de Sainte-Marie-aux-Anglais.
- Manoir du Coin.
- Manoir de Sainte-Marie-aux-Anglais.
- Manoir d'Écajeul.
- Ferme en pans de bois du Mesnil-Mauger.
- Haras des Coudrettes.